# Antocian
Antociáni ali antokiáni, tudi antocianini, (grško starogrško ἀνθός: ánthos - cvet + starogrško κυαενός: kyáneos - črnkastomoder) so vodotopni pigmenti v vakuolah rastlinskih celic, ki so lahko rdeče, vijolične ali modre barve, kar je odvisno od pH vrednosti okoljne raztopine, ter so brez vonja in okusa. Pripadajo razredu molekul, imenovanih flavonoidi, ki jih celice sintetizirajo preko fenilpropanoidne poti. So derivati antocianidinov, pri čemer je na alkoholno skupino vezan določen sladkor. Antocianom sorodni pigmenti so antoksantini, ki dajejo venčnim listom različne odtenke belo do rumene barve.
Nahajajo se v vseh tkivih oz. organih višjih rastlin, med drugim v listih, steblih, koreninah, cvetovih in sadežih. Glavne funkcije antocianov so privabljanje žuželk za namen opraševanja in privabljanje drugih živalskih vrst za raznašanje semen (zoohorija), odbijanje določenih vrst rastlinojedov ter obramba fotosintetskega sistema in na svetlobo občutljivih obrambnih sestavin v celici pred premočno vidno svetlobo, ultravijoličnim valovanjem ter prostimi radikali.
Antociane najpogosteje dodajajo v hrano kot barvila, imajo pa tudi veliki potencial v medicini, predvsem v zvezi z rakastimi obolenji ter srčnožilnimi boleznimi.

## Struktura
Izhodne oz. prekurzorske spojine antocianov so antocianidini, katerih osnova predstavljata bodisi flavinijev ion bodisi 2-fenilkromenilij. Antociani so sestavljeni iz antocianidov in vezanih sladkornih enot, ki so navadno 3-glikozidi, nekateri pa obstajajo v prosti obliki, tj. nimajo vezanega sladkorja. Tako delimo antociane na antocianidne aglikone, ki nimajo vezanega sladkorja, ter na antocianske glukozide. Leta 2003 je bilo število odkritih antocianov približno 400. Zaradi spremembe kemične strukture in s tem barve pri različnih vrednostih pH so velikokrat uporabljeni kot pH-indikatorji.
| Antocianidini | Osnovna struktura | R3’ | R4’   | R5’ | R3    | R5  | R6    | R7  |
| ------------- | ----------------- | --- | ----- | --- | ----- | --- | ----- | --- |
| Avrantinidin  |                   | −H  | −OH   | −H  | −OH   | −OH | −OH   | −OH |
| Cianidin      | −OH               | −OH | −H    | −OH | −OH   | −H  | −OH   |     |
| Delfinidin    | −OH               | −OH | −OH   | −OH | −OH   | −H  | −OH   |     |
| Evropinidin   | −OCH3             | −OH | −OH   | −OH | −OCH3 | −H  | −OH   |     |
| Luteolinidin  | −OH               | −OH | −H    | −H  | −OH   | −H  | −OH   |     |
| Pelargonidin  | −H                | −OH | −H    | −OH | −OH   | −H  | −OH   |     |
| Malvidin      | −OCH3             | −OH | −OCH3 | −OH | −OH   | −H  | −OH   |     |
| Peonidin      | −OCH3             | −OH | −H    | −OH | −OH   | −H  | −OH   |     |
| Petunidin     | −OH               | −OH | −OCH3 | −OH | −OH   | −H  | −OH   |     |
| Rozinidin     | −OCH3             | −OH | −H    | −OH | −OH   | −H  | −OCH3 |     |

Kot je razvidno iz tabele, imajo antocianidini na tretjem ogljikovem atomu navadno vezano hidroksilno skupino, na katero se molekule sladkorja preko O-glikozidne vezi vežejo na določeni antocianidin. V vlogi monosaharidov lahko nastopajo glukoza, galaktoza, arabinoza, ramnoza ter ksiloza, lahko pa se omenjeni sladkorji povežejo skupaj v različnih kombinacijah v di- ali trisaharide. Dodatna raznolikost antocianov rastlina doseže še z aciliranjem, tj. z vezavo acilnih skupin (RCO-) na hidroksilne skupine sladkorjev. Vezani sladkorji dajejo molekulam antocianov večjo topnost, kar je pomembno pri prenosu oz. transportu v različne dele rastline, ter večjo stabilnost.

## Kemijske lastnosti
Antociani absorbirajo svetlobo z valovno dolžino med 270 in 290 nm, kar ustreza ultravijoličnemu valovanju, kot tudi vidno svetlobo med 500 in 600 nm, kar ustreza barvnemu spektru zelene do rumene barve, deloma tudi modre barve. Preostali del vidnega spektra se odbije, kar vidimo kot določeno barvo, v danem primeru kot rdečo, modro ali vijolično. Na absorpcijo vplivata struktura molekule antociana in pH vrednost. Z drugimi besedami, sprememba barve sovpada s kemijskimi reakcijami zaradi spremembe pH.
V splošnem velja, da je barva pri kislem pH rdeča, v nevtralnem območju modra in v bazičnem območju vijolična. Pri pH vrednosti pod 3 je molekula antociana prisotna v obliki flavinijevega iona, zaradi česar je oddana barva rdeča. Pri pH vrednosti med 4 in 5 poteče hidroksilacija, kar praktično povzroči razbarvanje. Pri vrednosti med 6 in 7 se odcepi molekula vode, s čimer preide antocian v obliko flavenola, oddana barva pa je modra, pri vrednosti med 7 in 8 pa pride do deprotonacije (odcepa vodikovega protona), oddana barva pa je vijolična. Nad vrednostjo 8 pride do vezave molekule vode, posledično se piranski obroč razklene in antocian preide v obliko halkona, katerega oddana svetloba je rumena. Spremembe barve so značilne za nekatere rastline skozi njihov življenjski cikel: znani primer tega je navadni pljučnik (Pulmonaria officinalis), ki je na začetku sezone cvetenja rožnate barve, proti koncu pa postane modrovijolične barve.
Veliko antocianov tvori komplekse s kovinskimi ioni, kar vodi do zmanjšanja absorpcijskega maksimuma, tj. skrajšanja valovne dolžine oddane svetlobe, kar imenujemo hipsokromni premik; modra barva se tako spremeni v vijolično. Pogoste kovine so aluminij (Al), magnezij (Mg) in železo (Fe); vezava z železovim trikloridom povzroči močno vijolično obarvanje. V zvezi s tem je pomembno tudi poudariti, da lahko barva cvetov posredno odraža tudi pH vrednost same prsti v okolici rastline. Nazoren primer tega so hortenzije (še posebej vrsta H. macrophylla), katerih cvetovi so lahko modri, rdeči in rozasti ter svetlo ali temno vijolični, odvisno od pH-ja prsti, saj je pri kislem pH-ju na voljo več aluminijevih ionov, ki jih rastlina vsrka preko korenin, zato bodo cvetovi z antocian-aluminijevimi kompleksi bolj modri, pri nevtralnem in bazičnem pH-ju pa bo stanje obratno. Spremembo barve se lahko tudi umetno doseže z zakopavanjem kosov kovin v prst v bližini rastline ali dodajanja posebnih hranil.
Antociani so nasplošno občutljivi na svetlobo in temperaturo ter so dovzetni za višje pH vrednosti, najbolj stabilni pa so pri pH 3. Pri reakciji s tanini se oborijo iz vodne raztopine, oksidativne snovi pa jih razbarvajo.

## Prisotnost v naravi
Antociani so prisotni le v rastlinah, torej ne v živalih, mikrobih idr., saj je za biosintezo antocianov nujno potrebna fotosinteza v smislu potrebnih izhodiščnih spojin, poleg tega pa omenjeni pigmenti niso prisotni v vodnih rastlinah, saj bi njihova sinteza dodatno zmanjšala izkoristek fotosinteze, ki je v vodi že tako omejena zaradi absorpcije svetlobe v vodnem stolpcu.
Najpogostejši antociani v naravi so glukozidi cianidina, delfinidina, malvidina, pelargonidina, peonidina in petunidina. V grobem je 2 % vseh ogljikovih hidratov, fiksiranih v fotosintezi (tj. pretvorjenih v sladkorje), pretvorjeno v flavonoide in njihove derivate, kot so antociani. Celokupna masa antocianov, naravno proizvedenih v enem letu, znaša približno milijardo ton. Vse rastline sicer ne vsebujejo antocianov, med njimi so kaktusi, navadna pesa in predstavnice rodu Amaranthus, v katerih namesto antocianov nastopajo betalaini.
Rastline oz. njihovi plodovi, bogati z antociani, so vakciniji, še posebej borovnice in brusnice, rod Rubus, v katerega spadajo črna malina (Rubus occidentalis), robida (Rubus fruticosus) in malinjak, ribez, češnja, jajčevec, črni riž, grozdje (še posebej kultivarja Vitis labrusca in V. rotundifolia), rdeče zelje in vijoličevke. V znatno manjših deležih so prisotni v bananovcu, beluših, grahu, navadnem komarčku, hruški, olivi in krompirju ter so lahko popolnoma odsotni v določenih kultivarjih kosmulje. Odsotni so tudi v vodnih rastlinah, saj je jakost svetlobe, ki jo rastline prejmejo, nezadostna, s tem pa je nezadostna tudi produkcija sladkorjev in njihovih derivatov, flavonoidov, ki se pretvorijo v antociane.
Doslej največjo količino antocianov so odkrili v semenskih ovojih črne soje (Glycine max L. Merr.), in sicer okoli 2.000 mg / 100 g semen ter v aroniji, pa tudi v vrsti palm Euterpe oleracea (okoli 320 mg / 100 g sadežev), pri čemer prevladuje cianidin-3-glukozid.
Zaradi naravnega križanja rastlin, kmetijstva in žlahtnjenje rastlin so se pojavili neobičajni pridelki, ki vsebujejo antociane, kot so krompirji z modrim ali rdečim mesom ter vijolični ali rdeči brokoli, zelje cvetača, korenje in koruza. Paradižnik je bil namenoma vzrejen za visoke količine antocianov preko križanja divjih sort z običajno sorto; z divjih sort se je tako prenesel t. i. gen aft (angleško anthocyanin fruit tomato), zaradi česar je paradižnik večji in privlačnejši na pogled. Z istim namenom so bili slednji tudi genetsko modificirani s transkripcijskimi faktorji iz zajčkov (Antirrhinum).
V anatomskem smislu se antociani nahajajo v vakuolah v celicah, večinoma v cvetovih in sadežih, pa tudi v listih, steblih in koreninah. V omenjenih strukturah oz. organih se nahajajo predvsem v zunanjih slojih celic, kot sta epiderm in obrobne (periferne) mezofilne celice.

## Funkcije
Pri cvetovih imajo svetlo rdeče in vijolične barve funkcijo privabljanje žuželk za namen opraševanja (zoofilija). V sadežih imajo podobno vlogo pri privabljanju živali, ki sadeže pojejo, hkrati pa tako raznašajo semena (zoohorija). 
Predlagana je bila teorija, da deluje rdeče obarvanje listov po drugi strani odbijajoče na določene živalske vrste. V glavnem so za to možni štirje vzroki, in sicer lahko rdeče obarvanje deluje kot opozorilno sredstvo (t. i. aposematski znak), predstavlja neužiten vir hrane poleg določenih fenolnih spojin, deluje kot vrsta kamuflaže pred nesesalskimi foliovori (tj. rastlinojedi, ki se izključno prehranjujejo samo z listi), saj slednji nimajo vidnih receptorjev za rdečo barvo, ali pa v kombinaciji z velikimi količinami klorofila zaradi črne oz. rjave barve posnemajo mrtvo rastlino oz. rastlino v procesu gnitja. Nazoren primer odbijajočega učinka so kalifornijske listne uši, ki rade kolonizirajo rumeno-oranžne liste pahljačastega javorja, vendar se izogibajo dreves iste vrste z rdečimi listi.
Pri fotosintetskih tkivih, ki so v listih in včasih v steblih, antociani ščitijo celice pred poškodbami zaradi fotoinhibicije ali ultravijolične svetlobe preko absorbiranja svetlobe. Zaščita je pomembna predvsem za mlade rdeče liste, pomladne liste in zimzelene liste, ki postanejo rdeči med zimo. Pred fotoinhibicijo ščitijo tako, da absorbirajo odvečno svetlobo, ki jo prejme fotosintetski aparat, saj presežek svetlobe inducira nastajanje prostih radikalov, ki v prvi vrsti poškodujejo tilakoidne membrane in DNK ter denaturirajo beljakovine, ki so vključene v prenos elektronov, poleg tega pa pospešijo proces obnavljanja celice. Drugi vidik zaščite celic je tudi zaščita fotolabilnih (tj. na svetlobo občutljivih) obrambnih sestavin celic. Primer tega je tiarubrin A pri nebinovki vrste Ambrosia chamissonis, ki predstavlja močno obrambo pred različnimi bakterijami, glivami in žuželkami, vendar ga že majhne jakosti svetlobe deaktivirajo. To učinkovito preprečujejo antociani, ki absorbirajo svetlobo.
Vloga zaščite pred ultravijolično svetlobo v resnici še ni splošno sprejeta. Pri nekaterih vrstah kritosemenkah iz rodu Arabidopsis je sicer bil dokazan pomen antocianov pri zaščiti pred UV svetlobo, po drugi strani pa pri drugih vrstah iz omenjenega rodu ter pri rodu Impatiens in vrsti Brassica rapa to ni bilo dokazano. Razlog za to je dvojen, saj se antociani nahajajo v mezofilnih celicah, ki so bolj v notranjih plasteh, namesto v epidermisu, ki bi bil sicer optimalno mesto, poleg tega pa absorpcija UV svetlobe inhibira fotoliazo, encim, ki popravlja poškodbe DNK in potrebuje za svoje delovanje UV svetlobo.
Poleg vloge dušilcev oz. atenuatorjev svetlobe delujejo kot močni antioksidanti, pri čemer lahko nevtralizirajo tako reaktivne kisikove kot tudi reaktivne dušikove spojine štirikrat učinkoviteje v primerjavi z askorbatom in α-tokoferolom, kljub temu pa še vedno ni popolnoma jasno, kako antociani nevtralizirajo proste radikale, saj se nahajajo le v vakuolah, s čimer so ločeni od prostih radikalov, nastalih pri normalni presnovi (metabolizmu). Glede na pozicijo virov radikalov, tj. kloroplastov, naj bi bili za antioksidativno vlogo odgovorni pravzaprav brezbarvni tavtomeri antocianov v citosolu.
Poleg vsega naštetega delujejo tudi protistresno, in sicer tako, da ojačajo odpornost na učinke težkih kovin, zmrzovanja, izsušitve ter različnih poškodb.

### Barva jesenskega listja
Mnogi viri velikokrat nepopolno navajajo, da se barve jesenskega listja pojavijo po razgradnji klorofila, kar razkrije že prisotne oranžne, rumene in rdeče pigmente (oz. karotenoide, ksantofile ter antociane, po vrstnem redu). Za karotenoide in ksantofile trditev glede prisotnosti sicer velja, za antociane pa ne, saj se slednji pojavijo oz. jih rastlina začne sintetizirati šele po razgradnji klorofila, verjetno zaradi zaščite med translokacijo dušika.

## Biosinteza
Biosinteza antocianov v splošnem poteka po naslednjih stopnjah:
1. Sinteza pigmentov poteka kot pri vseh drugih flavonoidih, pri čemer so izhodne spojine fenilalanin, ki nastane iz šikimske kisline, ter 3 molekule malonil-CoA;
2. Encim halkon sintaza (CHS) katalizira nastanek halkonskega intermediata iz omenjenih spojin;
3. Halkon izomerizira encim halkon izomeraza do naringenina;
4. Naringenin oksidirajo encimi, kot so flavanon hidroksilaza (FHT, F3H), flavonoid-3’-hidroksilaza in flavonoid-3’,5’–hidroksilaza;
5. Produkte oksidacije encim dihidroflavonol-4-reduktaza (DFR) reducira do določenih brezbarvnih levkoantocianidinov;
6. Končne stopnje do antocianidinov katalizirajo encimi levkoantocianidin reduktaza (LAR) ter dioksigenazi levkoantocianidin dioksigenaza ter antocianidin sintaza;
7. Vezavo sladkornih komponent na nestabilne antocianidine katalizirajo encimi, kot je UDP-3-O-glukozil transferaza, pri čemer končno nastanejo reklativno stabilni antociani.

Biosintezo antocianov katalizira torej večje število encimov, zato lahko vsaka manjša motnja metabolne poti, bodisi zaradi genetske okvare bodisi zaradi okoljskih dejavnikov, onemogoči nastanek produktov.
Antociane se lahko sicer tudi umetno sintetizira, in sicer preko Knoevenagelove kondenzacije med salicilaldehidom ter α-metoksiacetofenonom.

## Antociani v hrani in njihova presnova
Dnevni vnos antocianov se razlikuje od človeka do človeka. V telesu se absorbirajo v črevesju v omejenem obsegu (okoli 5 %) in so hitro presnovljeni, v skladu s tem pa so njihove koncentracije v krvi in urinu nizke. Biološka razpoložljivost znaša okoli 1 %. Antociani iz rastlin niso nevarni za človeka (tj. niso toksični), umetni oz. sintetični antociani pa so zelo malo toksični.
Kljub temu, da imajo veliko večjo antioksidativno sposobnost kot pa npr. vitamin C in E, v in vivo pogojih omenjeno sposobnost izgubijo oz. je ta zelo zmanjšana zaradi hitre presnove in izločanja z urinom. Opažena antioksidativna kapaciteta krvi po zaužitem obroku, bogatim z antociani, naj bi bila posledica povečane koncentracije sečne kisline, ki nastane pri presnovi flavonoidov in lahko deluje tudi kot antioksidant.
Antociane se lahko doda kot barvilo različnim živilom, kot so marmelada, sladoled, sadni želeji in druge slaščice, s čimer se jih lahko obravnava tudi kot aditive; njihovo število E je 163.

## Praktična uporaba
Antociani imajo zaradi antioksidativnih in drugih lastnosti predvsem medicinski pomen, uporabljeni pa so tudi kot barvila v hrani. Rastline z visokimi količinami antocianov so popularne tudi kot okrasne rastline.

### Uporaba v raziskavah
Antociani naj bi imeli potencialni ugodni učinek na zdravljenje oz. blaženje nekaterih bolezni ter stanj, ko so rakasta obolenja, nevrodegenerativne bolezni, sladkorna bolezen, bakterijske okužbe, srčnožilne bolezni in debelost ter staranje in vnetje. Doslej najbolj raziskano področje je vpliv antocianov na rakasta obolenja, pri čemer so kot vir pigmentov uporabljeni sadeži črne maline zaradi visoke vsebnosti le-teh. Raziskave so pokazale, da lahko antociani zavrejo rast predrakavih celic ter razvoj novih žil (angiogeneza), znižajo količino vnetnih mediatorjev in zmanjšajo obseg poškodb DNK, nastalih med procesom kancerogeneze in pospešijo proces apoptoze.
Zaradi kombinacije antioksidativnih lastnosti ter sposobnosti fluorescence bi lahko bili učinkovito sredstvo za raziskovanje rastlinskih celic v daljšem časovnem obdobju, brez uporabe zunanjih fluoroforov.
Zaradi sposobnosti absorbiranja svetlobe in pretvorbe v elektrone potekajo raziskave za uporabo pigmentov v sončnih celicah.

## Zgodovina
Leta 1835 je Ludwig Clamor Marquart skoval izraz Anthokyan za poimenovanje določene spojine, ki daje cvetovom modro barvo, kasneje pa se je izraz razširil za poimenovanje celotne skupine tovrstnih kemijskih spojin.
K sami pojasnitvi kemične strukture antocianov je pomembno prispeval Richard Willstätter, za kar je leta 1915 prejel  Nobelovo nagrado za kemijo. Leta 1921 je Robert Robinson na osnovi analiz flavonoidov prišel do zaključka, da morajo biti slednji in s tem tudi antociani zgrajeni iz C6 in C6-C3 enot. Leta 1953 sta Birch in Donovan razširila teorijo, pri kateri sta izhodni spojini za biosintezo p-hidroksicimetna kislina in tri molekule acetata, kot vmesna spojina pa nastane poliketokislina.